# The Tar Heel Warrior
Pour plus de détails, voir Fiche technique et Distribution.
The Tar Heel Warrior est un film américain réalisé par E. Mason Hopper, sorti en 1917.

## Synopsis
Le Colonel Dabney Mills possède une plantation dans le Sud, mais elle est lourdement hypothéquée. Pour trouver de l'argent, il se rend à New York, dans le but d'emprunter de l'argent à James Adams, la mari de sa petite-fille Anna Belle. Mais il apprend que les capitaux d'Adams sont placés sur une opération en bourse et ne peuvent être dégagés. Sur le conseil d'un homme d'affaires, il va tenter une spéculation sur le coton en gageant plusieurs milliers de dollars appartenant en fait à Adams, mais la spéculation échoue. Désespéré, le colonel retourne dans sa plantation pour se suicider, heureusement Adams, qui, lui, a réussi son opération boursière, arrive à temps pour l'en empêcher.

## Fiche technique
- Titre original : The Tar Heel Warrior
- Réalisation : E. Mason Hopper
- Scénario : J.G. Hawks
- Photographie : Charles J. Stumar
- Société de production : Triangle Film Corporation
- Société de distribution : Triangle Distributing Corporation
- Pays de production :  États-Unis
- Langue originale : anglais
- Format : noir et blanc — 35 mm — 1,37:1 — Film muet
- Genre : drame
- Durée : 5 bobines
- Date de sortie :
  - États-Unis : 30 septembre 1917

## Distribution
- Walt Whitman : Colonel Dabney Mills
- Ann Kroman : Betty Malroy
- William Shaw : Paul Darrell
- James W. McLaughlin : James Adams
- Dorcas Matthews (en) : Anna Belle Adams
- George West : Oncle Tobe
- Clara Knight : Tante Tillie
- John P. Lockney : Lemuel L. Burke
- Wilbur Higby : John Mason
- Thomas S. Guise : Major Amos